# Ікона морів
Ікона морів (англ. Icon of the Seas) — круїзне судно, яке побудоване в жовтні 2023 року для Royal Caribbean International та є головним судном класу Icon. Введено в експлуатацію на початку 2024 року і має валовий тоннаж 250 800, що зробить його найбільшим круїзним судном у світі за валовим тоннажем.

## Історія
10 жовтня 2016 року Royal Caribbean і Meyer Turku оголосили про замовлення на будівництво двох кораблів під проєктною назвою «Icon». Очікується, що кораблі будуть поставлені в третьому кварталі 2023 року та у 2025 році Кораблі будуть класифіковані DNV.
Royal Caribbean подала заявку на реєстрацію торгової марки для «Icon of the Seas» у 2016 році, яка тоді була запропонована як позначення назви першого корабля.
Різання сталі для «Icon of the Seas» почалося 14 червня 2021 року 28 жовтня 2021 року Royal Caribbean оголосила, що перший резервуар СПГ для судна був встановлений на Neptun Werft у Ростоку, Німеччина. У грудні 2021 року плавучий машинний зал, включно з резервуарами для СПГ, був відбуксирований до Турку на буксирі. Закладка кіля відбулася 5 квітня 2022 року Корабель розпочав ходові випробування 19 червня 2023 року, а ще через місяць вперше вийшов у відкритий океан.
У травні 2022 року, Royal Caribbean підтвердила, що «Icon of the Seas» буде більшим за клас круїзних суден Oasis.
Наприкінці жовтня 2023 року, за повідомленням фінської державної телерадіокомпанії Фінляндії, у країні завершилося будівництво круїзного лайнера «Icon of the Seas». Наприкінці листопада він вирушив з верфі в Турку до Карибського моря.
27 січня 2024 року круїзний лайнер «Icon of the Seas» вирушив у свій перший рейс з Маямі (США) до Мексики та Багамських островів. Проте екологи попередили, що величезне судно виділятиме велику кількість метану, адже працює на зрідженому природному газі. 

## Розробка
Круїзний лайнер «Icon of the Seas» використовуватиме технологію паливних елементів, яку поставить ABB Group, і працюватиме на зрідженому природному газі валовою місткістю 250 800 GT. Воно міститиме інші альтернативні джерела енергії, такі як використання паливних елементів для виробництва електроенергії та прісної води.
Екіпаж лайнера складатиме 2350 осіб, місткість 5610 пасажирів при двомісному розміщенні або 7600 пасажирів при максимальній місткості. Він матиме 20 майданчиків із 7 басейнами та 6 водними гірками. Стверджується, що лайнер має найвищий водоспад, найвищу водну гірку, найбільший аквапарк і перший підвісний пейзажний басейн на будь-якому кораблі.